# Holme-on-Spalding-Moor
Holme-on-Spalding-Moor est une paroisse civile et un village du Yorkshire de l'Est, en Angleterre.